# Peti
A Peti magyar televíziós rajzfilmsorozat, amely 1961 és 1967 között készült.

## Rövid történet
Peti és barátainak kalandjait meséli el a sorozat. A főszereplő kisfiú legjobb barátjával és kutyájával egyik kalandból a másikba keveredik.

## Alkotók
- Írta, tervezte és rendezte: Macskássy Gyula, Várnai György
- Társrendező: Cseh András, Csermák Tibor, Gémes József, Koltai Jenő, Nepp József, Ternovszky Béla
- Zenéjét szerezte: Deák Tamás, Gyulai Gaál János, Kincses József, Kovács Béla
- Operatőr: Bacsó Zoltán, Harsági István, Henrik Irén, Klausz András, Nagy Csaba, Neményi Mária, Varga Vilmos
- Hangmérnök: Bársony Péter
- Vágó: Czipauer János
- Háttér: Szoboszlay Péter
- Rajzolták: Dlauchy Ferenc, Jankovics Marcell, Máday Gréte, Macskássy Gyula, Mata János, Spitzer Kati, Szombati Szabó Csaba, Szoboszlay Péter, Ternovszky Béla, Temesi Miklós
- Gyártásvezető: Bártfai Miklós

Készítette a Pannónia Filmstúdió

## Epizódlista
| 1961-63 | 1967 |
| --- | --- |
| 1. Peti és a gépember (1961) 2. Peti és a gépkutya (1961) 3. Peti vidám űrutazása 4. Peti és a marslakók 5. Peti és a láthatatlanság 6. Peti az állatkertben 7. Peti labdája 8. Peti és a rollerverseny 9. Peti és a mesekönyv 10. Peti és a kutyája 11. Peti és a csodaautó 12. Peti és a varázsgömb 13. Peti játékországban | 1. Peti, a csodagyerek 2. Peti és a kutyaszépségverseny 3. Peti és a javítóműhely 4. Peti és az időgép 5. Peti és a csodaszer 6. Peti az Északi-sarkon 7. Peti és a kemping 8. Peti és a barométer 9. Peti és a madarak 10. Peti és a Télapó 11. Peti, a vadász 12. Peti, a cowboy 13. Peti és a békaember |